# Drizzt Do'Urden
Drizzt Do'Urden és un personatge de ficció a l'escenari de campanya Forgotten Realms del joc de rol Dungeons & Dragons. Va ser creat per R.A. Salvatore per la trilogia La vall del vent gelat, però la seva popularitat el va fer protagonista d'una llarga sèrie de novel·les que s'inicien a la trilogia L'elf fosc.  Els elfs foscs també s'anomenen drows. Viuen en coves o sota terra.